# NGC 4019
NGC 4019 (другие обозначения — IC 755, IRAS11585+1423, UGC 7001, ZWG 69.24, MCG 2-31-14, FGC 1347, PGC 37912) — спиральная галактика с перемычкой (SBb) в созвездии Волос Вероники. Открыта Джоном Гершелем в 1832 году.
Этот объект входит в число перечисленных в оригинальной редакции «Нового общего каталога».

## Описание
Астрономический объект NGC 4019 представляет собой спиральную галактику с перемычкой (SBb)  в созвездии Волос Вероники с позиционным углом PA = 145°.
Видимые размеры — 2,4' × 0,3'.

## Наблюдение

### Данные наблюдений
Видимая звёздная величина в диапазоне чувствительности глаза mV = 13,2m, в синем фильтре mB = 13,9m, в полосе К (ближний инфракрасный свет) mK = (11,334 ± 0,056)m. Поверхностная яркость — 12,7 mag/arcmin2; угловое положение — 145°.

### Астрономические данные
По состоянию на стандартную эпоху J2000.0 прямое восхождение объекта составляет 12ч 01м 10,5с, склонение +14° 06′ 15″.

## Обнаружение и исследования
Джон Гершель обнаружил NGC 4019 23 апреля 1832 года. Галактика также попала в Индекс-каталог под номером IC 755, поскольку в 1889 году её независимо открыл Льюис Свифт. Это связано с тем, что Гершель при открытии записал ошибочные координаты объекта.
Галактика удалена на 18,45 Мп, её абсолютная звёздная величина составляет −18,85m. В галактике в 1999 году была обнаружена сверхновая звезда типа IIs, которая была обозначена SN 1999an ― масса звезды, которая была её предшественником, оценивается в 18 M⊙. В предположении, что это был красный сверхгигант, его светимость не превышала около 105 L⊙.